# 甲斐みのり
甲斐 みのり（かい みのり、1976年 - ）は、日本の文筆家。

## 経歴
静岡県生まれ、大阪芸術大学文芸学科に進んだ。大学では重政隆文に師事し、また植草甚一の著作に出会って大きな影響を受けた。卒業後も研究生として大学に籍を残して、京都へ移り住み、フリーペーパーへの執筆や小さな出版社の手伝いなどをはじめ、やがて自ら主宰する雑貨ブランド「Loule」（ロル）を立ち上げたが、「本を書く人」を目指す気持ちをもっていた。
2年後、東京へ活動の拠点を移し、フリーランスのライターのアシスタントとなり、やがて依頼を受けて2005年に最初の著書『京都おでかけ帖』を刊行した。以降、旅行、散歩、菓子、建築、雑貨などを題材に執筆活動をおこない、並行して雑貨に関するイベントの企画運営にも取り組んでいる。
2016年の著書『地元パン手帖』で使用された「地元パン」という名称を、商標登録している。
2019年、『一日乗車券でめぐる京都さんぽ』にて、京都本大賞の京都ガイド本大賞・リピーター賞を受賞。

## おもな著作

### 単著
- 京都おでかけ帖 -12ヶ月の憧れ案内-、祥伝社、2005年（2016年に祥伝社黄金文庫で文庫化）
- 乙女の京都、マーブルトロン、2006年
- 甘く、かわいく、おいしいお菓子、主婦の友社、2006年
- クラシックホテル案内、KKベストセラーズ、2007年
- 乙女の東京：洋菓子・和菓子店、ホテル・旅館、美術館・博物館、雑貨・化粧品…乙女心の東京案内、マーブルトロン、2007年
- 乙女みやげ、小学館、2007年
- 乙女の大阪：デート、食べ歩き、お菓子・おみやげ探し、クラシックホテル・レトロ建物巡り…乙女心の大阪案内、マーブルトロン、2008年
- ジャーナル、mille books、2008年
- 京都ロマンチック案内：続・乙女の京都：「お散歩気分」でめぐる、レストラン・喫茶店、レトロ建物・宿・ホテル、雑貨とおしゃれを探す旅、マーブルトロン、2009年
- 好き・のち・しあわせ、サンマーク出版、2009年
- 甲斐みのりの旅のしおり 京都、小学館、2009年
- 甲斐みのりの旅のしおり 奈良、小学館、2009年
- お菓子の旅：春夏秋冬：松江・京都・松本・金沢日本各地の甘いおやつ352点、主婦の友社、2010年
- 神戸ロマンチック案内：洋食屋・レストラン、喫茶・バー、ホテル・建物…クラシックな名店と、神戸メイドのかわいいものたち、マーブルトロン、2010年
- なごやのたからもの、リベラル社、2011年
- かわいいお取り寄せ、主婦の友社、2011年
- つまさきだちの日々、幻冬舎（幻冬舎文庫）、2011年
- 東京でお酒を飲むならば、リベラル社、2011年　のち祥伝社黄金文庫、祥伝社 (2019/9/12)
- 静岡百景、mille books、2012年
- 東京ロマンチック案内：レストラン、喫茶店、美術館、博物館…ノスタルジック&モダンな東京案内、マーブルトロン、2012年
- 気持ちが伝わる おいしい贈りもの、大和書房、2012年
- 東京建築 みる・あるく・かたる、京阪神エルマガジン社、2012年
- 東海道新幹線 各駅停車の旅、ウェッジ、2013年
- 衣・食・住暮らしの雑貨帖：ずっと愛したい、わたしのお気に入り、マイナビ、2013年
- 電車でめぐる富士山の旅：御殿場、富士宮、富士吉田、清水へ、ウェッジ、2013年
- ポケットに静岡百景、mille books、2015年
- ふたり、mille books、2015年
- はじめましての郷土玩具、グラフィック社、2015年
- 地元パン手帖、グラフィック社、2016年
- 全国かわいいおみやげ、サンマーク出版（サンマーク文庫）、2016年
- 一泊二日観光ホテル旅案内 、京阪神エルマガジン社、2016年
- お菓子の包み紙、グラフィック社、2017年
- 歩いて、食べる　東京のおいしい名建築さんぽ、エクスナレッジ、2018年
- たのしいおいしい 京都ごはんとおやつ、朝日新聞出版、2018年
- アイスの旅、グラフィック社 (2019/6/10)
- たべるたのしみ、mille books (2020/9/28)
- くらすたのしみ、millebooks (2021/4/22)

### 共著
- （奥野美穂子との共著）京都・東京 甘い架け橋、淡交社、2010年
- （中島愛との共著）音楽が教えてくれたこと、mille books、2018年

## 出演

### テレビ
- こどもディレクター（2024年11月13日、中京テレビ）- 女優の井上咲楽がディレクターの回。親友の甲斐から貰った皿を3日で割ってしまったが、ずっと黙っていたので謝りたいという内容[2]。